# Кабушкина
Ка́бушкина (бел. Кабушкіна) — посёлок в Барановичском районе Брестской области Белоруссии. Входит в состав Великолукского сельсовета. Население — 91 человек (2023).

## География
Площадь посёлка — 0,4637 квадратных километра. Высота над уровнем моря — 176 метров. Расположен в 5 км к юго-востоку от Барановичей, в 3 км к юго-западу от центра сельсовета, агрогородка Русино. В северо-восточной части посёлка расположены здания бывшего торфобрикетного завода, к западу расположен участок добычи фрезерного торфа. Мимо поселка проходит дорога H291, соединяющая Барановичи и Великие Луки. К юго-востоку от деревни протекает река Мутвица (левый приток реки Мышанки). Глубина водоносного горизонта — 39 метров.

## История
На карте 1840-х годов на месте нынешнего посёлка — село Сарай. В начале 1900-х — гостиный двор Черемшиникова. Позднее был известен как деревня Торболово. В 1969 году преобразована в посёлок, названный в честь Героя Советского Союза, уроженца соседней деревни Малаховцы Ивана Константиновича Кабушкина. К посёлку присоединена деревня Черемошник, которая во времена Второй Польской Республики была фольварком. В 1921 году в нём проживало 26 жителей (15 женщин и 11 мужчин). 22 человека являлись католиками и 4 — православными.

## Население
По состоянию на 1 января 2023 года в посёлке проживал 91 человек в 53 хозяйствах, в том числе 3 моложе трудоспособного возраста, 48 — в трудоспособном возрасте и 40 — старше трудоспособного возраста. 
| Численность населения (по переписи) | Численность населения (по переписи) | Численность населения (по переписи) | Численность населения (по переписи) | Численность населения (по переписи) | Численность населения (по переписи) | Численность населения (по переписи) |
| 1909                                | 1921                                | 1959                                | 1970                                | 1999                                | 2009                                | 2019                                |
| ----------------------------------- | ----------------------------------- | ----------------------------------- | ----------------------------------- | ----------------------------------- | ----------------------------------- | ----------------------------------- |
| 23                                  | ↗26                                 | ↗75                                 | ↗204                                | ↘184                                | ↘126                                | ↘89                                 |